# Кула Кангри
Кула Кангри је планина у Хималајима, и многе власти тврде да је то највиша планина у Бутану, са 7.538 метара надморске висине, и да се налази на граници између Бутана и Кине, али други оспоравају ову тврдњу и кажу да се Кула Кангри налази у потпуности на Тибету и да припада Кини. Први успон на планину био је 1986. године, када се кинеско-јапански тим, који је предводио Казумаса Хира, попео на планину. Планина се налази у две зоне, у Великим Хималајима и у бутанским Хималајима.
Кинеске и јапанске власти тврде да је оближња планина Гангхар Пуенсум виша од Куле Кангри, а тврдњу да се Кула Кангри налази на граници с Бутаном оспоравају.
Планина је у старом тибетанском систему део четири светих планина и заузима јужни део те покрајине. За локално становништво на југу тибетанског округа Лоџанг планина представља резиденцију локалних божанства и због тога је за њих она света.

## Висина
Тачна висина планине није тачно утврђена. Одређивање надморске висине врха одређивано је у више наврата. Неколико експедиција које су се пењале на планину извршили су мерење висине, а касније је и кинеска војска одредила висину планине. На војним картама висина Куле Кангри је 7.538 метара. Поред ове, постоји податак да је висина планине 7.554 метара, коју је утврдио швајцарски геолог Гинтер Диренфурт током своје експедиције на планине Кула Кангри и Гангхар Пуенсум.